# Stolojani, Gorj
Stolojani este un sat în comuna Bălești din județul Gorj, Oltenia, România.

## Vezi și
- Biserica de lemn din Stolojani-Cuțui
- Biserica de lemn din Stolojani-Iovan

## Imagini

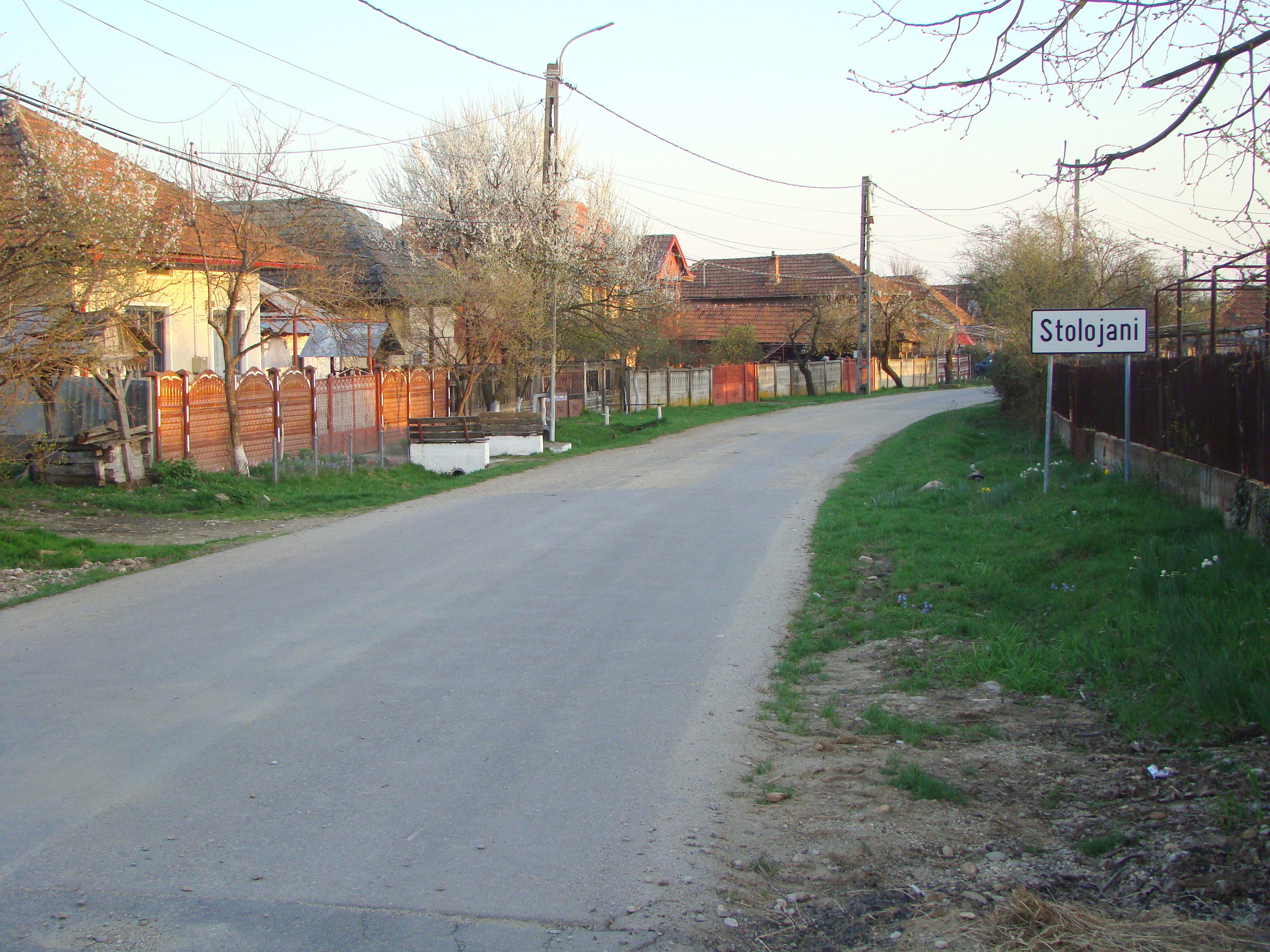
Intrarea în localitate
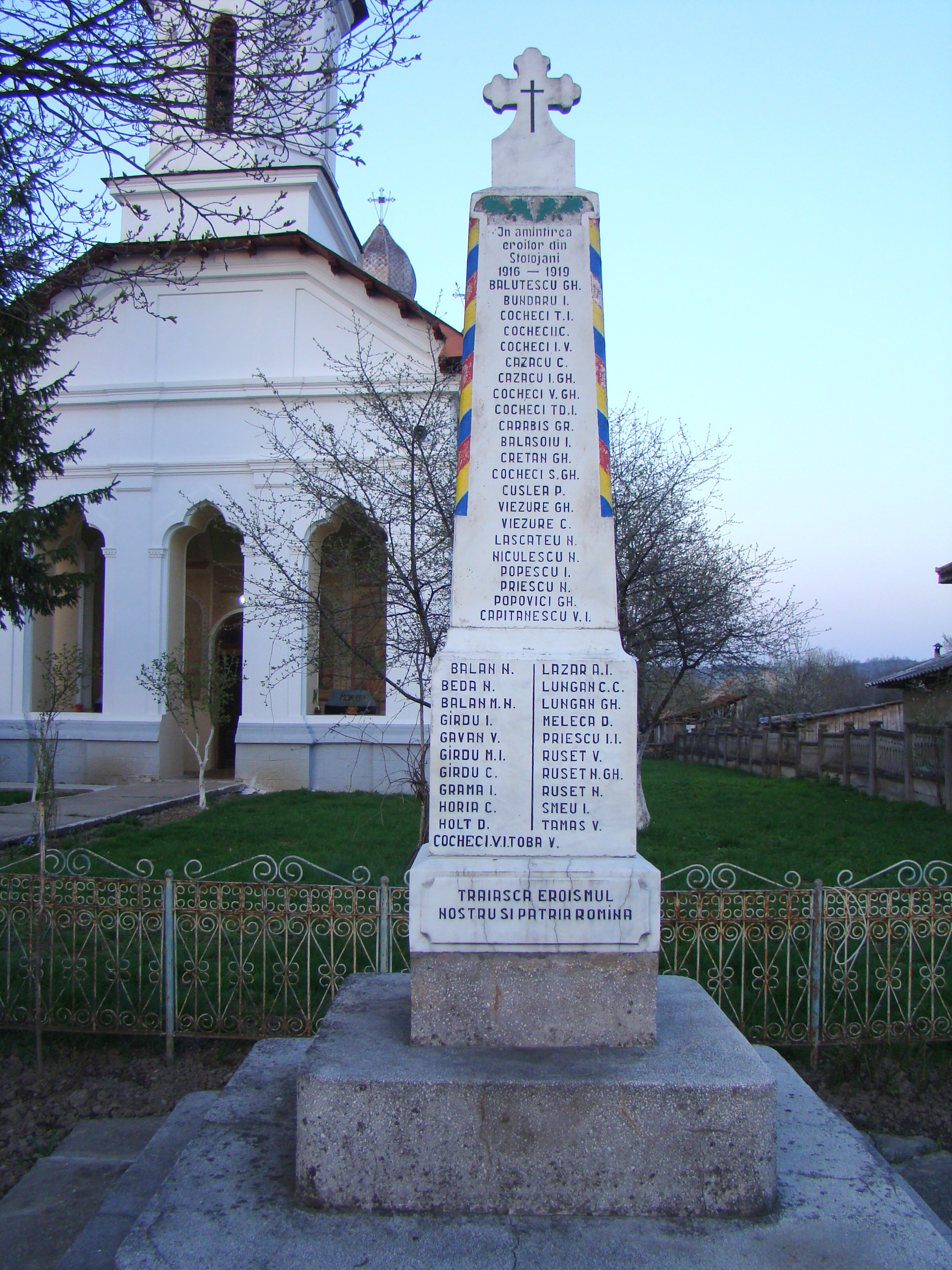
Monumentul eroilor
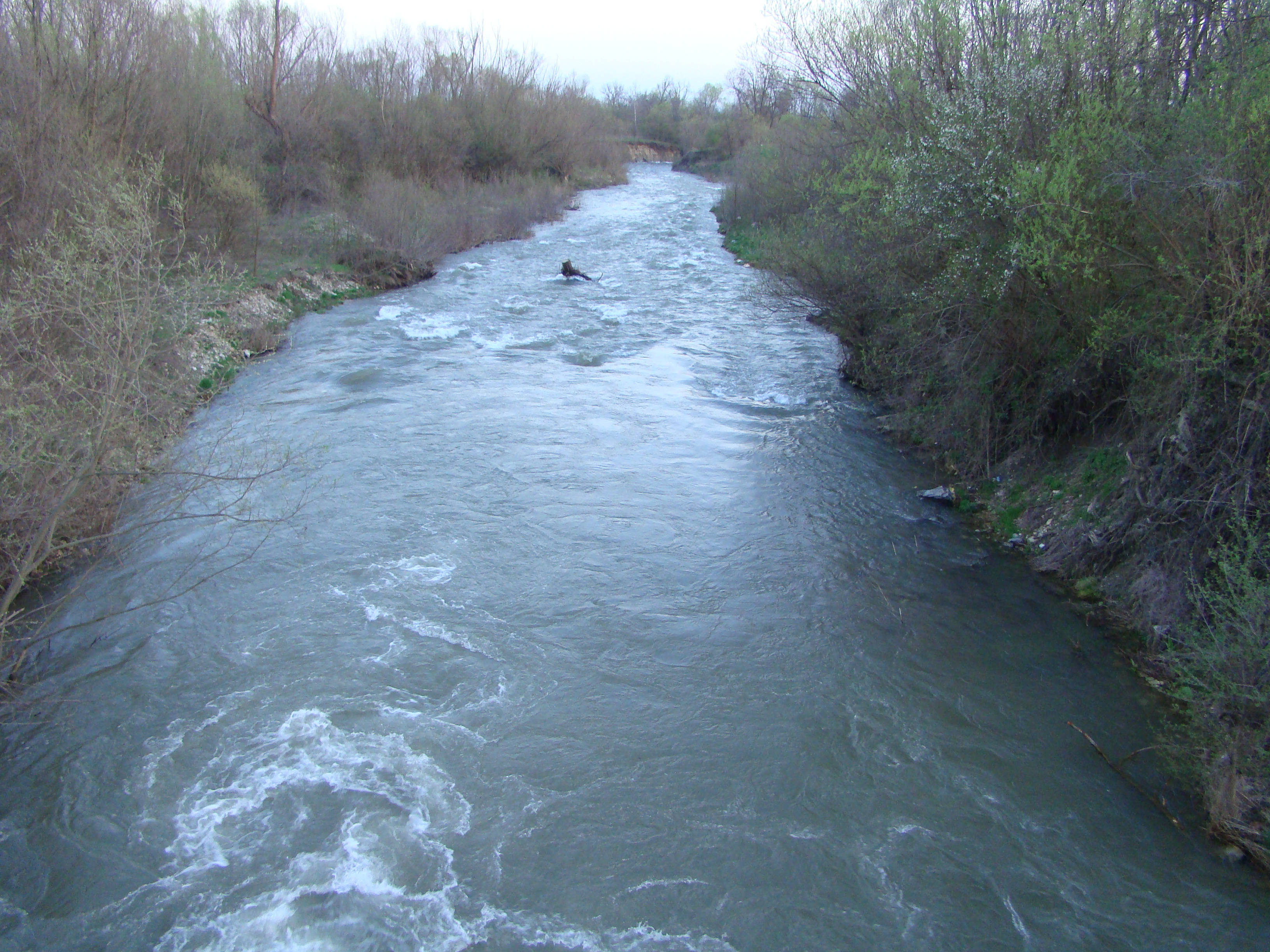
Râul Jaleș
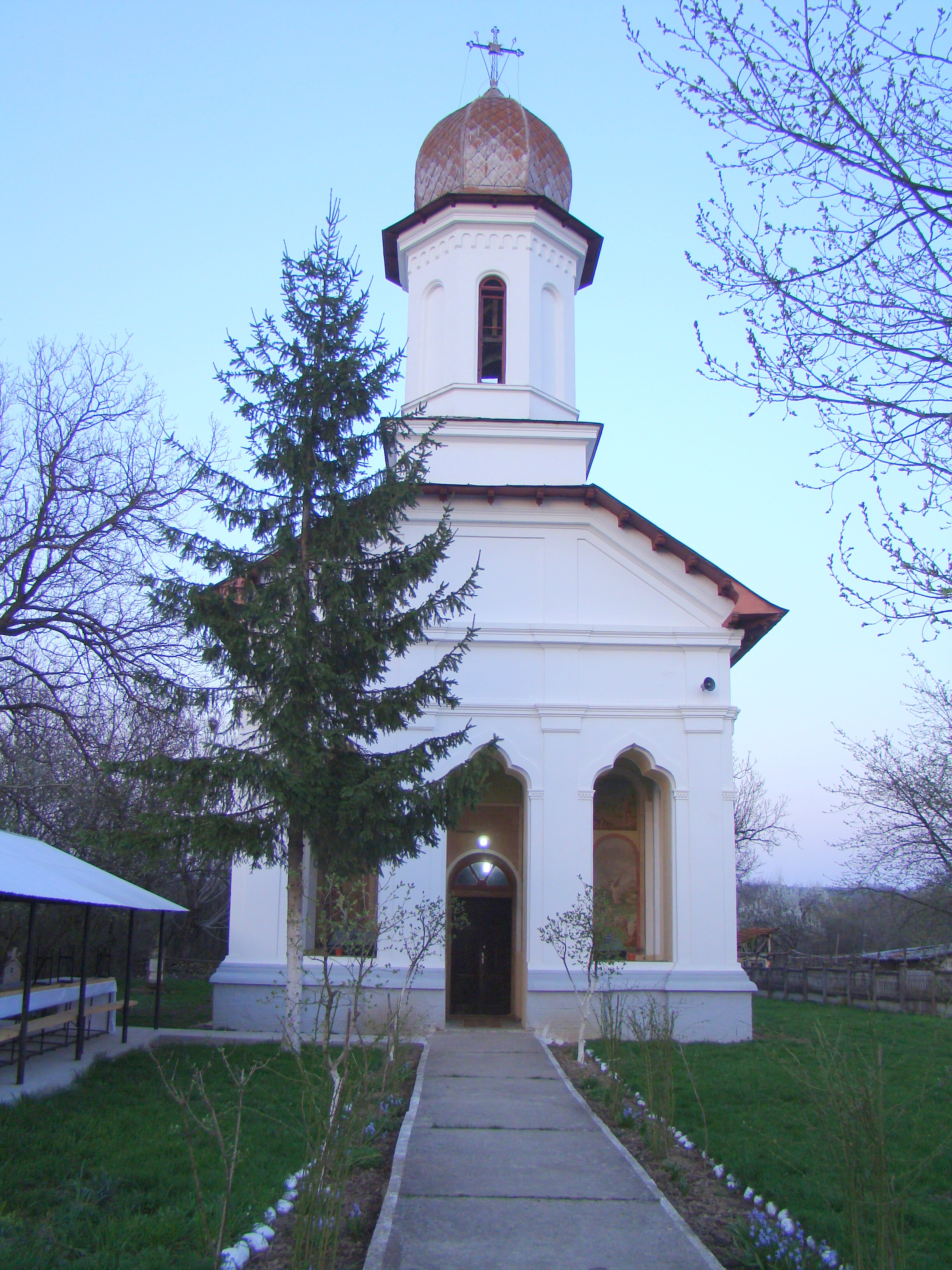
Biserica

 Acest articol despre o localitate din județul Gorj este deocamdată un ciot. Puteți ajuta Wikipedia prin completarea lui.